# Gnur
Gnur (en grec antic: Γνούρος) va ser un rei dels escites a finals del segle vii aC i a principis del segle vi aC.
Segons Heròdot, era fill de Licos, i, casat amb una dona grega, va ser el pare de Sauli, que el va succeir com rei dels escites, i del filòsof Anacarsis.
Alguns autors diuen que Gnur no era rei, sinó només un membre de la família reial, degut a l'ambigüitat de les fonts d'Heròdot, que fa possible la transmissió del poder dels reis escites de pares a fills i també als germans.